# Xyris chimantae
Xyris chimantae är en gräsväxtart som beskrevs av Robert Kral och Lyman Bradford Smith. Xyris chimantae ingår i släktet Xyris och familjen Xyridaceae. Inga underarter finns listade i Catalogue of Life.